# بن اینسلی
بن اینسلی (به انگلیسی: Ben Ainslie) ورزشکار مرد رشتهٔ قایقرانی بادبانی اهل کشور بریتانیای کبیر است. وی در بین سال‌های ‎۱۹۹۶ تا ۲۰۱۲ میلادی در مسابقات بازی‌های المپیک تابستانی در مجموع ۵ مدال، شامل ۴ مدال طلا و ۱ نقره را کسب کرد.